# Йеменская социалистическая партия
Йеменская социалистическая партия (араб. الحزب الاشتراكي اليمني‎ al-Hizb al-Ishtiraki al-Yamani) — левая оппозиционная политическая партия в Йемене. Йеменская социалистическая партия находилась у власти в Народной Демократической Республике Йемен.

## История

### Предыстория и борьба за независимость

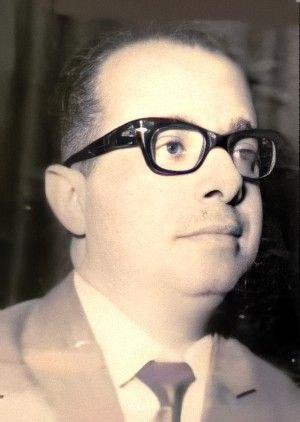
Теоретик марксистского крыла НФ Абдулла Бадхиб

В 1963 г. на фоне произошедшей годом ранее Сентябрьской революции в Северном Йемене в протекторате Аден был создан Национальный фронт освобождения оккупированного юга Йемена (НФ). Он, так же, как и созданный годом позже Фронт за освобождение оккупированного Южного Йемена, вёл вооружённую борьбу с британскими властями за независимость Южного Йемена. Однако вскоре обе группировки вступили в борьбу друг с другом.
30 ноября 1967 г. Великобритания прекратила оккупацию и передала власть в стране в руки НФ. 22 июня 1969 года в ходе так называемого «корректирующего хода» («Славной исправительной революции») произошёл внутренний бескровный переворот, когда левое крыло правящего НФ под руководством Абделя Фаттаха Исмаила и Салема Рубайи Али свергло тогдашнего президента Южного Йемена и лидера правой фракции Кахтана аш-Шааби, вычистив фронт от насеристских элементов. Это открыло путь к объявлению страны марксистско-ленинским государством.
В 1975 г. члены «Национального фронта» вместе с левыми баасистами из Народной авангардной партии и марксистами из Демократической народной союзной партии вошли в Объединенную политическую организацию Национальный фронт (ОПОНФ).

### Создание партии

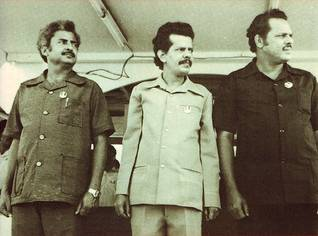
Руководство ОПОНФ: президент Салем Рубайя Али, генеральный секретарь Абдель Фаттах Исмаил, премьер Али Насер Мухаммед (1977)

На базе ОПОНФ была создана Йеменская социалистическая партия. Помимо ОПОНФ, в её состав вошли члены Йеменской народной партии единства в Северном Йемене, которая сама возникла из слияния пяти левых организаций, а именно Революционной демократической партии Йемена, Народной авангардной партии в Северном Йемене, Организации йеменских революционных сопротивленцев, Народно-демократического союза и Партии труда.
I съезд новой партии, принявший решение о её создании и утвердивший программные документы, состоялся 13-14 октября 1978 г. В уставе провозглашалось, что партия «является авангардом йеменского рабочего класса в союзе с крестьянством и другими слоями трудящегося народа. Партия объединяет в своих рядах на добровольной боевой основе самые прогрессивные и сознательные элементы рабочего класса, крестьянства, солдат, революционной интеллигенции и всех тех, кто принимает политическую программу партии».
Согласно Уставу, теоретической основой ЙСП является научный социализм. Целью партии являлось «построение единого демократического Йемена с социалистической перспективой». Программа рассматривала ЙСП как руководящую и направляющую силу «в борьбе за полное выполнение задач национально-демократической революции и переход к новому этапу». Генеральным секретарем ЦК ЙСП был избран Абдель Фаттах Исмаил. Как единственная легальная партия в НДРЙ, ЙСП получила все 111 мест на парламентских выборах в декабре 1978 года.

### Управление НДРЙ

Эмблема партии с 1978 по 1994 годы

Находясь у власти, ЙСП была охвачена внутренними разногласиями. 11 августа 1979 года в рамках внутрифракционной борьбы в партии были отправлены в отставку 5 видных деятелей партии: министр внутренних дел Салих Муслих Касем, министр иностранных дел Мухаммад Салих Мутыйя, министр государственной безопасности Сайид Абдалла (отправлен послом в Венгрию), министр промышленности и планирования Абдельазиз абд-Аль-Вали (уехал в ГДР) и министр рыбной промышленности Мухаммад Салим Аккуш. Двое из них, Мутыйя и Аккуш, относились к критикующим отношения с СССР, однако Абдалла и абд-Аль-Вали считались просоветскими.
В апреле 1980 года глава партии и государства Абдель Фаттах Исмаил под нажимом внутрипартийных сил и при согласии СССР подал в отставку «по состоянию здоровья» и отбыл в эмиграцию в Москву. На посту президента Южного Йемена его сменил Али Насер Мухаммад, слывший более умеренным и примирительным (в том числе по отношению к Западу) лидером по сравнению с просоветской линией предшественника. 
Численность ЙСП к началу 1980-х годов достигла 25 тыс. человек.
В октябре 1980 г. состоялся чрезвычайный II съезд ЙСП, который подтвердил курс на социалистическую ориентацию и поставил задачу создания «основных предпосылок для перехода к последующему этапу — социалистическому строительству».
В феврале 1985 г. в руководстве партии было принято решение о передаче поста премьер-министра от Али Насера Абу Бакру Аль-Аттасу и возвращении из эмиграции Фаттаха Исмаила. В октябре 1985 г. последний был избран секретарём ЦК ЙСП.

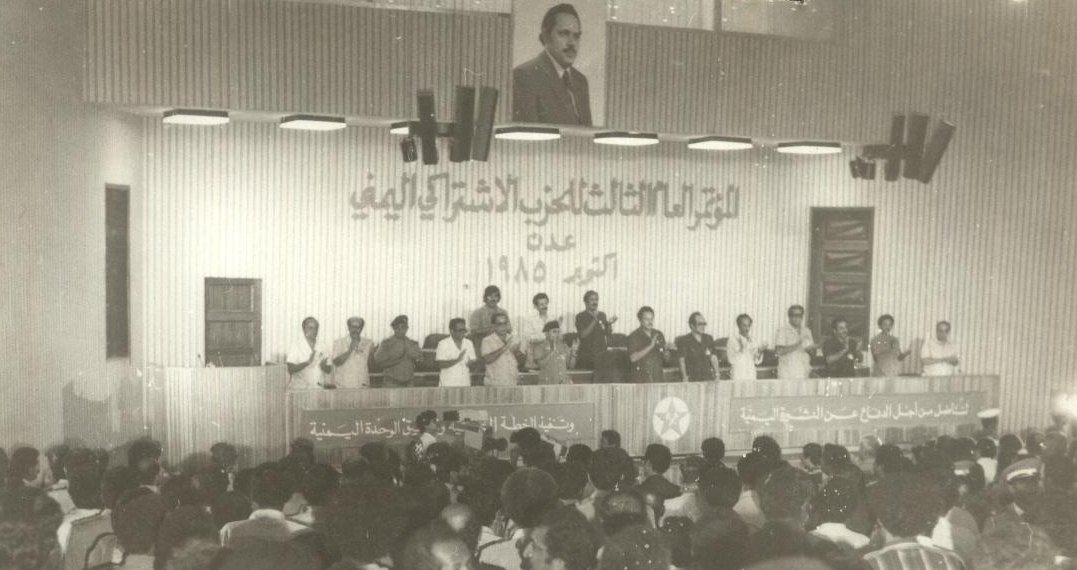
Третий съезд ЙСП под портретом Али Насера Мухаммеда (1985)

На III съезде ЙСП 11-13 октября 1985 г. отмечался количественный и качественный рост рядов партии. В декабре 1980 г. в ней состояло 19.198 членов и кандидатов, а в июне 1985 г. их было уже 32.786. Рабочие составляли 14,8 % членов и кандидатов в члены ЙСП, крестьяне — 9,6 %, интеллигенция — 20,6 %, служащие, военнослужащие и другие трудящиеся слои — 55 %. 51,7 % новых членов партии вышли из союза молодежи. 3,9 % составляли женщины. 9 % её состава имели высшее образование, 32 % — среднее и среднее техническое, 44,4 % — незаконченное среднее. 
В ЦК большинство членов поддерживали Али Насера, однако в политбюро большинство было за его оппонентами (с одной стороны, сам Али Насер Мухаммед, Абу Бакр абд-Аль-Раззак Бадхиб, Али абд-Аль-Раззак Бадхиб, Абд аль-Гани абд аль-Кадир, Анис Хасан Яхья и Ахмад Мусайид Хусейн; с другой — Али Антар, Салих Муслим Касим, Салим Салих Мухаммад, Али Салем аль-Бейд, Али Шайи Хади, Салих Мунассир аль-Сийяли, Абдель Фаттах Исмаил; двое сохраняли независимость — Хайдар Абу Бакр аль-Аттас и Абдельазиз ад-Дали). Ввиду напряжённости внутри партии в июне 1985 г. политбюро ЙСП приняло резолюцию, в которой говорилось, что любой, кто прибегает к насилию при разрешении внутриполитических споров, считается преступником и предателем родины.

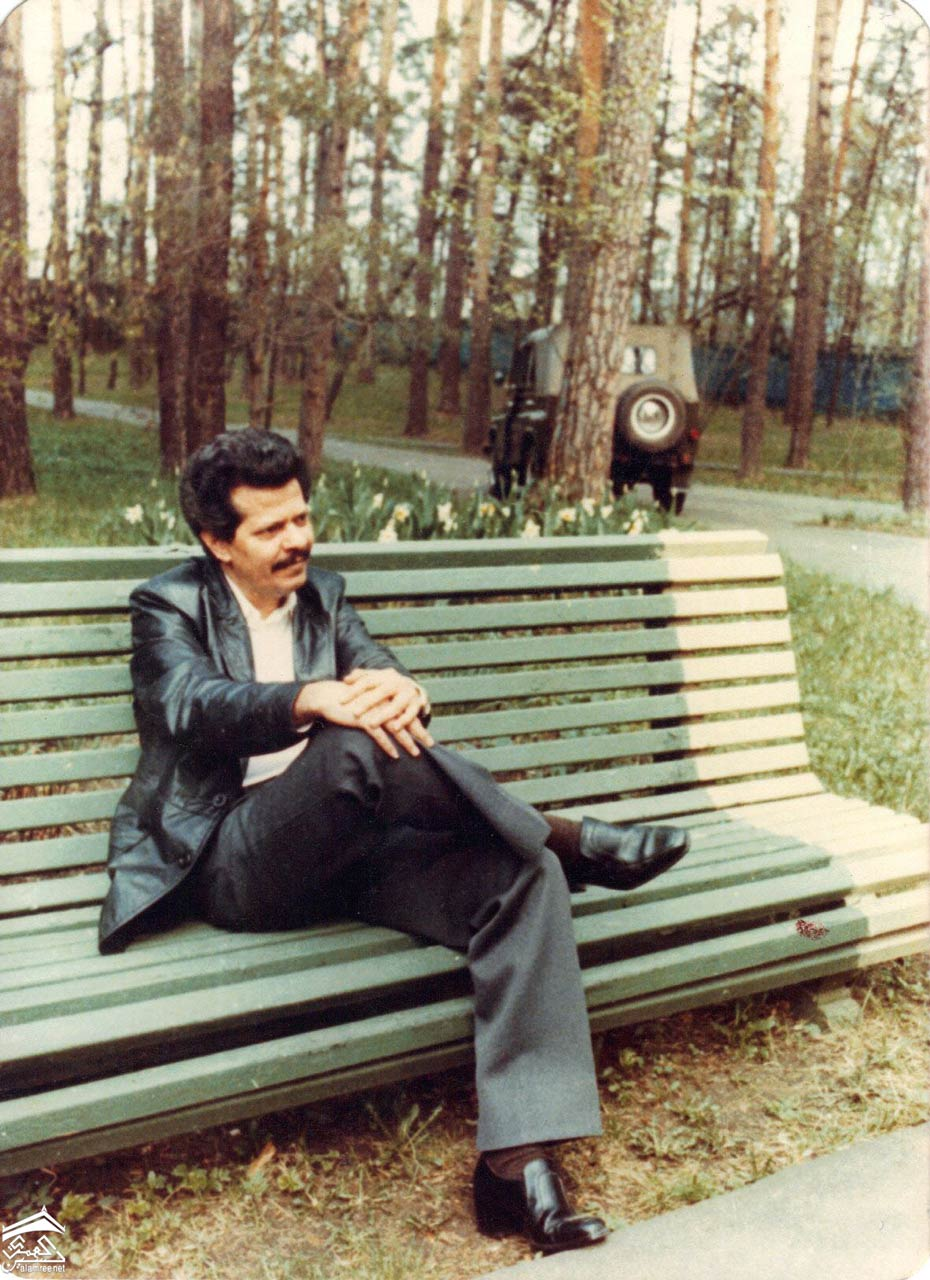
Абдель Фаттах Исмаил в Москве

### Гражданская война в Южном Йемене
Конфликт между фракциями привёл к гражданской войне в Южном Йемене. 13 января 1986 года президентом НДРЙ и генсеком ЦК ЙСП Али Насером Мухаммедом было назначено внеочередное заседание Политбюро, куда ни он сам, ни его сторонники не прибыли. Оппозиционеры-руководители страны и партии — 6 человек — оказались в зале заседаний одни. Охранники президента попытались расстрелять оппозиционеров прямо там. Али Антар (он отстреливался), Али Шаи и Салех Муслех были убиты. Абдель Фаттах тяжело ранен. Али Салем аль-Бейд (будущий глава ЙСП) и Салем Салех Мухаммад не пострадали. Пробившаяся к залу с боем охрана вывела их и вынесла Абдель Фаттаха из здания ЦК ЙСП. При попытке вывезти Абдель Фаттаха на БТР последний был обстрелян из гранатомётов и сожжён.
Одновременно сторонники Али Насера начали арестовывать и физически уничтожать своих противников в органах партии, армии, полиции, госбезопасности. МВД, ВМС (22 корабля, в том числе дивизион ракетных катеров, 2 танковые роты и бригада морской пехоты) и основная часть авиации были на стороне президента, но основные бронетанковые и специальные части — на стороне оппозиции, что способствовало развёртыванию активных внутрийеменских боевых действий. Через несколько дней к Адену подошли танки командующего БТВ Хейтама Касема Тахира (позже ставшего начальником генштаба) и пехота Западного операционного направления (Эль-Анад) — начались кровопролитные бои за пригороды и сам город. При этом население страдало не только от обстрелов (были взорваны артиллерийские склады и нефтехранилища), но и от перебоев с пресной водой и электричеством (многие объекты гражданской инфраструктуры были разрушены или сожжены).
В ходе этих событий в НДРЙ погибло от 4 тыс. до 10 тыс. человек, были жертвы и среди иностранных граждан. В результате из страны эмигрировало около 60 тыс. человек. Экономический ущерб превысил 115 млн долларов, в стране надолго появилась нехватка рабочей силы.
С 6 февраля 1986 года генсеком ЙСП стал союзник погибшего Абдель Фаттаха Али Салем аль-Бейд. В новый состав политбюро, кроме него, вошли оставшиеся в живых не-насеристские члены руководства, Салим Салих Мухаммад, Салих Мунассир аль-Сийяли, Хайдар Абу Бакр аль-Аттас (ставший президентом страны) и Абдельазиз ад-Дали (сохранивший пост министра иностранных дел), а также новые члены политбюро — Мухаммад Сайид Абдалла, Сайид Салих Салим (новый министр госбезопасности), Фадль Мухсин Абдалла (бывший министр финансов, секретарь ЦК) и новый глава правительства Ясин Сайид Наоман.

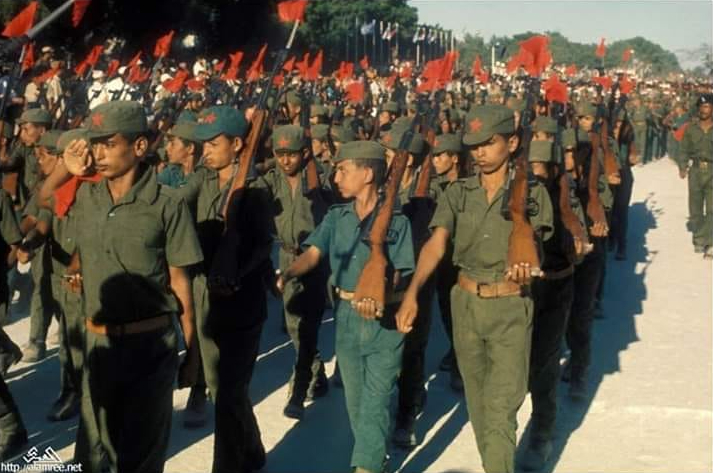
Студенты маршируют на военном параде в НДРЙ

В марте 1986 был издан указ о всеобщей амнистии для сторонников Али Насера Мухаммеда и принято постановление о пенсиях семьям всех погибших, независимо от того, на чьей стороне они воевали. Одновременно в декабре 1986 года прошёл открытый судебный процесс над виновными в событиях января 1986 года, по которому обвинялось 142 человека, из них 48 — заочно. Ряд признанных виновными был расстрелян.
Новое правительство также не было единым, однако было настроено на наведение порядка в стране. В октябре 1986 года прошли вторые выборы в Верховный Народный Совет (председателем Президиума Верховного народного совета НДРЙ стал Хейдар Абу Бакр аль-Аттас, но фактическим руководителем страны являлся генеральный секретарь ЦК ЙСП Али Салем аль-Бейд). На жтот раз беспартийным кандидатам досталось целых 40 из 111 парламентских мест, 71 сохранила за собой ЙСП.
Снижение, а затем прекращение советской помощи во второй половине 1980-х годов сильно осложнило положение правительства ЙСП. В стране активизировалась антикоммунистическая вооружённая оппозиция — в частности, группировка «Исламский джихад» во главе с Тариком аль-Фадли — наследником последнего султана Фадли, ранее воевавшего в Афганистане на стороне моджахедов. 

### В объединённом Йемене

Партийный интеллектуал и заместитель генсека ЙСП Джаралла Омар аль-Кухали был министром культуры в правительстве объединённого Йемена, но отправился в изгнание незадолго до войны 1994 года. Вернушись в страну год спустя, приобрёл репутацию ведущего правозащитника, но был застрелен исламистом-консерватором в декабре 2002 года

Пережив множество потрясений и гражданских беспорядков в Йемене, распад Советского Союза и кризис международного коммунистического движения, руководство ЙСП вынуждено было пойти на объединение Северного и Южного Йемена в 1990 году. При этом партия сыграла важную роль в достижении йеменского единства и установлении многопартийной демократии в объединённом Йемене. На первых парламентских выборах в объединённом Йемене в 1993 году Йеменская социалистическая партия заняла второе место по количеству поданных за неё голосов (18,54%) и третье — по количеству депутатских мандатов (56 из 301), уступив правившей в Северном Йемене партии Всеобщий народный конгресс и исламистской аль-Ислах. Впоследствии три партии сформировали коалиционное правительство. 
Многие члены партии подверглись репрессиям, задержаниям и пыткам после гражданской войны 1994 года, когда ряд видных руководителей ЙСП (и НДРЙ в прошлом), включая аль-Бейда и аль-Аттаса, объединились с некоторыми бывшими оппонентами, также поддерживавшими восстановление независимого Южного Йемена, и провозгласили на юге страны Демократическую Республику Йемен. Партия была запрещена, партийное имущество конфисковано, для бывших членов ЙСП введён запрет на службу в армии и госаппарате. 
Партия бойкотировала парламентские выборы 1997 года и не смогла выдвинуть кандидата на президентских выборах 1999 года, поскольку любому потенциальному кандидату требовалась поддержка 31 депутата. В 2002 году она была одной из пяти партий, образовавших оппозиционный альянс «Совместное собрание партий». На парламентских выборах 2003 года ЙСП получила всего 3,8% голосов избирателей и восемь парламентских мест. Партии оппозиционной коалиции выдвинули интеллектуала-социалиста Фейсала бен Шамлана своим кандидатом на президентских выборах 2006 года. По официальным данным, он получил 22% и потерпел поражение от действующего президента Али Абдаллы Салеха, что оспаривалось оппозицией.

### Гражданская война в Йемене и раскол
В ходе Арабской весны ЙСП участвовала в революции в Йемене. В преддверии Национальной конференции диалога 2012 года, призванной смягчить кризис в стране, партия публично поддержала введение шариата в Йемене, что стало разрывом с её светскими корнями. 

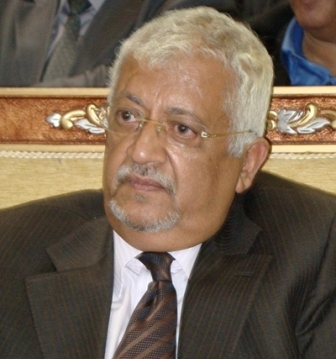
Ясин Саид Нуман, генсек ЙСП в 2005—2015

После начала гражданской войны в Йемене в 2014 году партия разделилась на две фракции: одна осталась в Йемене и назвала себя «ЙСП – Антиагрессия» и заявила о своей лояльности движению хуситов, в то время как большая часть руководства партии, включая Абдулрахмана аль-Саккафа и Ясина Саида Нумана, отправилась в изгнание в Эр-Рияд и поддержала правительство Абд Раббу Мансура Хади. 
После раскола фракция «Антиагрессия» выступила с заявлениями о том, что они считают руководство в Эр-Рияде исключённым из партии за поддержку саудовской интервенции, а также осудила администрацию Трампа за объявление хуситов террористической группой и ООН — за исключение Саудовской Аравии из списка стран, ответственных за причинение вреда детям. Эта фракция ЙСП активно способствовала входу хуситов в Таиз во время битвы за город, бывший одним из исторических центров её поддержки. 
Прокоалиционная фракция ЙСП во главе с Абдулрахманом аль-Саккафом получила два портфеля в йеменском кабинете министров после Эр-Риядского соглашения. В 2018 году они осудили захват Адена Южным Переходным Советом и подтвердили свою лояльность правительству Хади, но продолжили время от времени критиковать последнее: так, в 2021 году, во время нападения хуситов на Мариб, они опубликовали совместное заявление с аль-Ислах и несколькими более мелкими партиями, осуждая власти за неспособность «взять на себя ответственность в политической, военной, экономической и медийной областях». 

## Генеральные секретари
- Абдель Фаттах Исмаил (1978—1980)
- Али Насер Мухаммед (1980—1986)
- Али Салем аль-Бейд (1986—1994)
- Али Салех Обад (1994—2005)
- Ясин Саид Нуман (2005—2015)
- Абдулрахам аль-Саккаф (2015- н. в.)